# Gossip Girl (3.ª temporada)
A terceira temporada da série de televisão americana de drama adolescente Gossip Girl estreou na The CW em 14 de setembro de 2009, e terminou em 17 de maio de 2010, consistindo um total de 22 episódios. Baseado na série de livros do mesmo nome de Cecily von Ziegesar, a série foi desenvolvida para a televisão por Josh Schwartz e Stephanie Savage. A temporada estreou com 2,55 milhões de telespectadores e uma classificação de 1,4 entre adultos de 18-49 anos, 14% em espectadores desde o final da segunda temporada.
No geral, a temporada atraiu uma média de 2,02 milhões de espectadores em sintonia a cada semana, com uma classificação de 1,1 entres adultos de 18–49 anos.

## Enredo
A 3º temporada começou com os protagonistas da série a irem para as universidades e faculdades. Isto aconteceu com todos, menos com Serena que não quis ir e em vez disso esteve a trabalhar como relações públicas e o Chuck que comprou um hotel. Na primeira parte da temporada o Dan namorou com a estrela de cinema Olivia e a Serena namorou com o Carter. Ao meio da temporada a Lily e o Rufus, perceberam o quanto ainda gostavam um do outro e casaram-se. Mais tarde as coisas mudam, Dan e a Vanessa forma-se um novo casal e a Serena namorou com o Tripp (primo de Nate) e mais tarde o próprio Nate. A Jenny foi aceita no baile e tornou-se a nova rainha da Costance School. Ela gostou de Nate e mais tarde ela perdeu a virgindade com Chuck. Já Chuck, procurou e encontrou a sua mãe verdadeira. Blair e o Chuck namoram durante toda a temporada, até ao episódio 19 em que acabaram, porque o Chuck estava em risco de perder o hotel para o tio. Ele recuperou o hotel em troca de perder Blair. No fim da temporada em que houve reencontros de famílias: a Lily e o Rufus descobriram que tiveram um filho, o Scott, à uns anos atrás e não sabiam! Na altura não queriam destruir a imagem da socialite Lily e ele acabou por viver com pais adotivos de qualquer maneira. E a Serena que conheceu o pai William.

## Elenco e personagens

### Elenco regular
- Blake Lively como Serena van der Woodsen
- Leighton Meester como Blair Waldorf
- Penn Badgley como Dan Humphrey
- Chace Crawford como Nate Archibald
- Taylor Momsen como Jenny Humphrey
- Ed Westwick como Chuck Bass
- Jessica Szohr como Vanessa Abrams
- Kelly Rutherford como  Lily Humphrey
- Matthew Settle como Rufus Humphrey
- Kristen Bell como Gossip Girl (não creditado)

### Regulares recorrentes
- Connor Paolo como Eric van der Woodsen
- Margaret Colin como Eleanor Waldorf-Rose
- Zuzanna Szadkowski como Dorota Kishlovsky
- Hillary Duff como Olivia Burke

### Elenco recorrente
- Joanna Garcia como Bree Buckley
- Chris Riggi como Scott Rosson
- Sebastian Stan como Carter Baizen
- Aaron Schwartz como Vanya
- Matt Doyle como Jonathan Whitney
- Holley Fain como Maureen van der Bilt
- Aaron Tveit como Tripp van der Bilt III
- Kevin Zegers como Damien Dalgaard
- Caroline Lagerfelt como CeCe Rhodes
- Laura Harring como Elizabeth Fisher
- Sherri Saum como Holland Kemble
- Desmond Harrington como Jack Bass
- Wallace Shawn como Cyrus Rose

### Elenco convidado
- Michelle Trachtenberg como Georgina Sparks
- Ashley Hinshaw como ela mesma
- Tyra Banks como Ursula Nyquist
- Sonic Youth como si mesmos
- Gina Torres como Gabriela Abrams
- Albert Hammond Jr. como ele mesmo
- Lady Gaga como ela mesma
- Robert John Burke como Bart Bass
- Willa Holland como Agnes Andrews
- Luke Kleintank como Elliot Garfield
- William Baldwin como William van der Woodsen

## Episódios
| N.º na série | N.º na temp. | Título                                                                   | Dirigido por         | Escrito por                      | Exibição original      | Audiência (milhões) |
| --- | ------------ | ------------------------------------------------------------------------ | -------------------- | -------------------------------- | ---------------------- | ------------------- |
| 44 | 1            | "Reversals of Fortune" "(Fortuna Inversa)"                               | J. Miller Tobin      | Joshua Safran                    | 14 de setembro de 2009 | 2.55                |
| Quando o verão termina, Blair e Chuck estão perdidamente apaixonados e se ajustando à vida de namorados. Serena volta de sua aventura na Europa com muitos segredos e um relacionamento complicado com Carter Baizen. Nate volta de sua viagem com uma morena misteriosa, Bree Buckley. Com Lily na Califórnia visitando a mãe, Rufus, Dan e Jenny passaram o verão nos Hamptons, ajustando-se ao glamoroso estilo de vida dos van der Woodsen surpreendentemente mais rápido do que qualquer um deles esperava. Vanessa apresenta seu novo namorado, Scott, para Dan e Rufus. |              |                                                                          |                      |                                  |                        |                     |
| 45 | 2            | "The Freshmen" "(Calouros)"                                              | Norman Buckley       | Amanda Lasher                    | 21 de setembro de 2009 | 1.97                |
| Blair, que está determinada a manter seu status de abelha rainha na universidade, começa seu primeiro dia na Universidade de Nova York ao lado de Dan e Vanessa. Infelizmente, Georgina é a colega de quarto de Blair e está decidida a fazer de Blair alguém impopular. Serena se prepara para a Universidade de Brown e tem uma grande discussão com Chuck, por isso, recruta o maior inimigo de Chuck, Carter, para se vingar. Nate e Bree decidem dar mais um passo em seu relacionamento, mesmo sabendo que isso poderia causar tensão em suas famílias – que são rivais políticas. |              |                                                                          |                      |                                  |                        |                     |
| 46 | 3            | "The Lost Boy" "(O Garoto Perdido)"                                      | Jean de Segonzac     | Robert Hull                      | 28 de setembro de 2009 | 2.36                |
| Um confronto no Upper East Side acontece quando Blair e Chuck decidem que querem comprar um item em particular na Sotheby's e as apostas pessoais são altas. Serena suspeita que Carter possa ter retornado aos velhos hábitos. Georgina se interessa por Dan e Vanessa começa a suspeitar que algo não está certo com Scott. As verdadeiras intenções de Bree com Nate são secretamente reveladas – tendo algo a ver com Carter. |              |                                                                          |                      |                                  |                        |                     |
| 47 | 4            | "Dan de Fleurette" "(Dan, o Enfeite)"                                    | Mark Piznarski       | John Stephens                    | 5 de outubro de 2009   | 2.08                |
| É o primeiro dia de aula na Constance Billard, o que significa que também é hora de Jenny tomar seu lugar como a nova abelha rainha. Mas Blair quer roubar seu holofote quando é requisitada novamente no Constance Billard. Lily volta para casa e descobre que tudo está diferente. Uma famosa atriz de cinema, Olivia Burke, inscreve-se na NYU e, como colega de quarto de Vanessa, só quer saber de ter uma vida normal. Tyra Banks aparece como Ursula, uma atriz co-estrelando o filme de Olivia e uma amiga que Serena faz amizade quando é contratada pela assistente pessoal de Olivia para a próxima estreia do filme.                                                                                           |              |                                                                          |                      |                                  |                        |                     |
| 48 | 5            | "Rufus Getting Married" "(Rufus se Casando)"                             | Ron Fortunato        | Leila Gerstein                   | 12 de outubro de 2009  | 2.36                |
| Lily e Rufus decidem antecipar seu casamento para o dia seguinte. Chuck descobre um segredo que Carter tem guardado de Serena, que envolve Bree e os Buckleys. Dan e Vanessa são puxadas para um dos esquemas de Georgina quando ela atrai Scott de volta a Nova York em uma estratégia para separar Lily e Rufus. Blair suspeita de Bree e divide com Nate suas impressões. |              |                                                                          |                      |                                  |                        |                     |
| 49 | 6            | "Enough About Eve" "(Já Chega de "A Malvada")"                           | John Stephens        | Jake Coburn                      | 19 de outubro de 2009  | 1.98                |
| Vanessa, na esperança de finalmente conquistar a aprovação de sua mãe ativista, Gabriela, luta desesperadamente com Blair pela honra de entregar o brinde de calouro na Universidade de Nova York. Enquanto isso, Dan convida Olivia para conhecer Rufus e Lily, o que leva a todos os tipos de problemas para o novo casal. Serena e Nate se unem para ajudar Carter a ganhar dinheiro em uma mesa de pôquer para libertá-lo de seu acordo com os Buckleys. |              |                                                                          |                      |                                  |                        |                     |
| 50 | 7            | "How to Succeed in Bassness" "(Como Ir Bem nos Negócios dos Bass)"       | Joe Lazarov          | Sara Goodman                     | 26 de outubro de 2009  | 2.31                |
| Buscando publicidade para seu novo hotel, Chuck muda a data da inauguração da boate e convence Serena a ajudá-lo na divulgação. Sentindo-se excluída, Blair tenta ganhar a aprovação de Chuck secretamente ajudando-o com um problema relativo à inauguração. Dan fica nervoso após assistir a uma cena de sexo entre Olivia e seu namorado na época das gravações do filme, Patrick Robinson. Jenny é forçada a escolher entre Eric e seu novo reinado, o que causa um grande conflito entre os melhores amigos. Rufus coloca Lily no espírito do Dia das Bruxas levando-a para uma festa a fantasia. Albert Hammond Jr. faz uma breve aparição como ele mesmo.                                                            |              |                                                                          |                      |                                  |                        |                     |
| 51 | 8            | "The Grandfather: Part II" "(O Poderoso Vovô: Parte II)"                 | Mark Piznarski       | Lenn K. Rosenfeld                | 2 de novembro de 2009  | 1.98                |
| Olivia diz algo que ela se arrepende durante sua aparição no talk show de Jimmy Fallon e tenta impedir que Dan descubra. Com as eleições se aproximando, Nate suspeita que seu avô fará o possível e o impossível para colocar Trip no Congresso. No meio de outra briga com Serena, Blair faz amizade com uma nova garota e a leva para uma festa da noite de eleição no hotel de Chuck, na esperança de deixar Serena com ciúmes. Enquanto isso, Vanessa fica chateada com Nate por causa de seus esquemas durante a eleição. |              |                                                                          |                      |                                  |                        |                     |
| 52 | 9            | "They Shoot Humphreys, Don't They?" "(Será Que Acabam com a Humphrey?)"  | Alison Maclean       | Amanda Lasher                    | 9 de novembro de 2009  | 2.37                |
| Não satisfeita em ser apenas a Rainha da Constance Billard, Jenny busca tornar-se a Rainha de todo o Upper East Side ao conseguir a melhor acompanhante para o baile de debutantes. Enquanto isso, Nate e Chuck planejam ajudar Serena e Blair a consertar sua amizade, intencionalmente prendendo-as dentro de um elevador. Dan fica chateado quando Olivia pensa em deixar a escola para um novo filme, então ele e Vanessa a levam para a cidade com uma lista de todas as coisas que uma universitária faria — incluindo um ménage à trois. Blair e Eric planejam destronar Jenny no baile. |              |                                                                          |                      |                                  |                        |                     |
| 53 | 10           | "The Last Days of Disco Stick" "(Os Últimos Dias da Varinha Pop)"        | Tony Wharmby         | Leila Gerstein                   | 16 de novembro de 2009 | 2.24                |
| Tentando impressionar o grupo de teatro da NYU, Blair usa seus contatos para conseguir uma apresentação especial da cantora mais popular do momento, Lady Gaga. Dan e Olivia topam escrever e estrelar uma peça da NYU baseada em uma ideia de Blair e dirigida por Vanessa. Sem Blair, Serena pede ajuda a Nate em uma situação complicada. Como um favor para Chuck, Jenny concorda em sair com Damien, o filho de um embaixador que está hospedado no hotel de Chuck, mas a experiência mostra-se muito mais intrigante do que ela esperava. |              |                                                                          |                      |                                  |                        |                     |
| 54 | 11           | "The Treasure of Serena Madre" "(O Tesouro de Serena Madre)"             | Mark Piznarski       | Robert Hull & Joshua Safran      | 30 de novembro de 2009 | 2.23                |
| Blair suspeita que sua mãe, Eleanor, guarda um grande segredo dela, mas acaba sendo algo totalmente diferente. Vanessa briga com sua mãe e vai passar o Dia de Ação de Graças nos Humphreys. Enquanto isso, Rufus descobre que Lily está mentindo para ele sobre sua mãe, Cece, e sobre seu paradeiro no verão. Chuck diz a Nate que ele tem alguma informação potencialmente prejudicial sobre um de seus amigos. Jenny descobre que Eric estava por trás de seu constrangimento público no baile de debutantes e tenta se vingar. Serena é colocada em uma posição muito desconfortável quando sua mãe convida Tripp e sua esposa Maureen para se juntar a eles para o jantar de Ação de Graças em sua cobertura.         |              |                                                                          |                      |                                  |                        |                     |
| 55 | 12           | "The Debarted" "(O Traído)"                                              | Jason Ensler         | Stephanie Savage                 | 7 de dezembro de 2009  | 2.21                |
| No primeiro aniversário da morte de Bart Bass, Chuck luta com o dilema de seguir sua consciência ou a de seu pai. Serena foge com Tripp, onde eles se escondem em sua casa de campo em Long Island. Durante a viagem de Tripp e Serena de volta a Nova York, uma discussão entre eles traz uma tragédia terrível quando Serena está gravemente ferida em um acidente de carro e Tripp foge da cena. Dan e Vanessa tentam continuar em sua amizade recém-complicada quando Dan procura um novo relacionamento em potencial com uma das amigas de Vanessa. Eric e Kira fazem o trabalho de seu plano para destronar Jenny. A relação entre Lily e Rufus se deteriora ainda mais quando ele descobre a carta do pai de Serena. |              |                                                                          |                      |                                  |                        |                     |
| 56 | 13           | "The Hurt Locket" "(O Medalhão)"                                         | Tony Wharmby         | Sara Goodman                     | 8 de março de 2010     | 1.74                |
| Chuck fica intrigado e obcecado ao surpreender uma mulher deixando um medalhão no túmulo do seu pai. Enquanto Serena e Nate engatam um romance, Dan e Vanessa estão cada vez mais distantes. Jenny parece não ter aprendido a lição, pois está novamente se envolvendo em uma grande confusão e o jantar de homenagem ao embaixador da França pode ser o ponto alto. Ainda magoado com Lily, Rufus volta de viagem e decide não procurá-la. |              |                                                                          |                      |                                  |                        |                     |
| 57 | 14           | "The Lady Vanished" "(A Desaparecida)"                                   | Andrew McCarthy      | Amanda Lasher & Robert Hull      | 15 de março de 2010    | 1.73                |
| Jenny perdeu de vez a inocência. Agora além de ajudar seu amigo a entregar drogas ela também as está guardando em sua casa. Preocupada com as novas atitudes de Chuck, Blair recorre a Serena e Nate. Para rever Vanessa, Dan se vê obrigado a inventar uma mentira. |              |                                                                          |                      |                                  |                        |                     |
| 58 | 15           | "The Sixteen Year Old Virgin" "(A Virgem de Dezesseis Anos)"             | Wendey Stanzler      | Leila Gerstein                   | 22 de março de 2010    | 1.90                |
| Rufus não se conforma com as últimas atitudes de Jenny e a leva para morar com ele, pois acredita que debaixo de suas "asas" ela voltará a ser uma pessoa boa. Desde que conheceu sua mãe, Chuck vive um ótimo momento profissional e familiar. Mas toda paz e harmonia podem ruir depois que um grupo de funcionárias o processam por assédio sexual. Com medo que o caso venha a público e ofusque a homenagem que a cidade prepara para seu pai, Chuck decide comprar o silêncio de suas ex-empregadas. |              |                                                                          |                      |                                  |                        |                     |
| 59 | 16           | "The Empire Strikes Jack" "(O Império Ataca Jack)"                       | Joe Lazarov          | Jake Coburn                      | 29 de março de 2010    | 1.69                |
| Vendo que tudo o que tentou fazer até agora não deu resultado, Rufus muda de estratégia e pede que Eleanor recontrate sua filha. Depois de abrir seu coração e confiar cegamente em sua mãe, Chuck descobre da pior maneira que foi traído. Sem conseguir mais guardar segredo, Dan e Vanessa, contam para os amigos e família que estão namorando. Mesmo contrariada com os rumos que Eleanor quer para sua grife, Blair se vê obrigada a ajudar sua mãe. |              |                                                                          |                      |                                  |                        |                     |
| 60 | 17           | "Inglorious Bassterds" "(Basstardos Inglórios)"                          | Jean de Segonzac     | Lenn K. Rosenfeld                | 5 de abril de 2010     | 1.74                |
| Nate fica triste ao ver que ele e Serena não farão nada de especial em seu aniversário. Ele mal sabe que a namorada está preparando uma grande festa surpresa. Quando descobre que Nate ficará algumas horas sozinho, Jenny arma um plano para seduzi-lo. Desesperado, Chuck procura Jack com a intenção de convencê-lo a devolver seu hotel. |              |                                                                          |                      |                                  |                        |                     |
| 61 | 18           | "The Unblairable Lightness of Being" "(O Insustentável Leveza de Blair)" | Janice Cooke-Leonard | Jeanne Leitenberg                | 12 de abril de 2010    | 1.86                |
| Parece que Jack conseguiu alcançar seu maior objetivo ao destruir o amor que Blair sentia por Chuck. Grávida e solteira, Dorota fica desesperada ao saber que seus pais vêm visitá-la. Ao ver a possibilidade de passar mais tempo com sua amada, e assim talvez conseguir o seu perdão, Chuck banca a festa de casamento de Dorota. Serena parece não ter aprendido a lição, e, novamente, mente para Nate e sai ao encontro de Carter. |              |                                                                          |                      |                                  |                        |                     |
| 62 | 19           | "Dr. Strangeloved" "(Dr. Fantástico Amado)"                              | Darnell Martin       | Robert Hull                      | 26 de abril de 2010    | 2.05                |
| Enquanto Jenny se envolve numa rede de intrigas para tentar conquistar o coração de Nate, Lily é obrigada a contar toda a verdade para Rufus. Serena enfim encontra seu pai e decide dar-lhe uma segunda chance, obrigando Rufus a conviver com a sombra de seu maior inimigo. Da pior maneira, Dan descobre que não foi aceito no curso que sempre sonhou em frequentar. Chuck e Brooke estão se esforçando para mostrar que estão disponíveis e felizes. |              |                                                                          |                      |                                  |                        |                     |
| 63 | 20           | "It's a Dad, Dad, Dad, Dad World" "(Deu a Louca no Papai)"               | Jeremiah Chechik     | Amanda Lasher                    | 3 de maio de 2010      | 1.74                |
| Enquanto Nate e Serena estão vivendo um momento mágico, Dan e Vanessa estão mergulhado numa profunda crise. Apesar de todos estarem preocupados com o estado de saúde de Lily e apoiarem as decisões médicas de William, Eric ainda não se sente confortável com a volta de seu pai. Para ser feliz, Blair quer fazer uma mudança radical. |              |                                                                          |                      |                                  |                        |                     |
| 64 | 21           | "Ex-Husbands and Wifes" "(Ex-Maridos e Esposas)"                         | Norman Buckley       | Sara Goodman                     | 10 de maio de 2010     | 1.79                |
| Mesmo de castigo, Jenny consegue que Chuck a ajude a investigar os remédios que Will receitou para Lily. Enquanto Serena só pensa em manter Rufus longe de sua mãe, Blair tem um encontro. Ao tentar se reaproximar da esposa, Rufus acaba ficando cada vez mais longe. Ao ver o desespero do pai, Dan recorre a Nate e Blair. |              |                                                                          |                      |                                  |                        |                     |
| 65 | 22           | "Last Tango, Then Paris" "(Último Tango, Depois Paris)"                  | J. Miller Tobin      | Joshua Safran & Stephanie Savage | 17 de maio de 2010     | 1.96                |
| Rufus não sabe mais o que fazer para tentar colocar um pouco mais de juízo na cabecinha de sua filha. Apesar de todas as maldades que sempre fez, Jenny ainda consegue que Nate lhe estenda a mão. Enquanto Chuck dá um ultimato em Blair, Jenny se aproveita do fato de encontrar Serena dormindo com seu irmão para tirar vantagens da situação. Georgina está à procura de seus antigos amigos para salvá-la das encrencas que se meteu nos últimos meses. |              |                                                                          |                      |                                  |                        |                     |